# Поново рођена
Поново рођена је осми студијски албум певачице Гоге Секулић који је изашао 2. децембра 2014. године за Сити рекордс.